# Ixchela simoni
Ixchela simoni är en spindelart som först beskrevs av O. Pickard-Cambridge 1898.  Ixchela simoni ingår i släktet Ixchela och familjen dallerspindlar. Inga underarter finns listade i Catalogue of Life.